# Yowlys Bonne Rodriguez
Yowlys Bonne Rodriguez (* 2. November 1983 in Guantánamo) ist ein kubanischer Ringer. Er wurde 2018 Weltmeister im freien Stil in der Gewichtsklasse bis 61 kg
Körpergewicht

## Werdegang
Bei den Weltmeisterschaften 2018 in Budapest überraschte der fast 35-jährige Yowlys Bonne Rodriguez aus Kuba die Ringerwelt mit seinem Titelgewinn in der Gewichtsklasse bis 61 kg im freien Stil. Auf dem Weg zu diesem Erfolg besiegte er Iwan Guidea, Rumänien, Bagher Yakcheschi, Iran, Joe Colon aus den Vereinigten Staaten und Gadschimurad Raschidow aus Russland. Er war damit einer der ältesten Ringer, der erstmals einen Weltmeistertitel gewann.
Yowlys Bonne Rodriguez begann schon 1993 mit dem Ringen. Er ist Student und wird seit 2009 von Julio Mendieta Cuellar trainiert. Seine internationale Karriere begann bereits im Jahre 2002, als er in Bogota panamerikanischer Juniorenmeister (Juniors) in beiden Stilarten (griechisch-römisch und freier Stil) in der Gewichtsklasse bis 60 kg wurde. 2003 startete er auch bei den Junioren-Weltmeisterschaften (Juniors) in Istanbul, belegte aber in der Gewichtsklasse bis 60 kg nach einer Niederlage gegen Machatsch Murtasalijew aus Russland nur den 15. Platz.
2005 wurde er in Guatemala-Stadt erstmals panamerikanischer Meister bei den Senioren in der Gewichtsklasse bis 60 kg Körpergewicht.
Danach trat eine lange Pause ein, in der er auf der internationalen Ringermatte nicht mehr in Erscheinung trat. Der Grund war, dass er sich in Kuba bei den nationalen wichtigen Wettkämpfen nicht mehr im Vorderfeld platzieren konnte. Außerdem beschickte Kuba in diesen Jahren internationale Turniere aus Kostengründen kaum. Erst 2011 vermochte sich Yowlys Bonne Rodriguez wieder für die Teilnahme an internationalen Meisterschaften, den Panamerikanischen Spielen in Guadalajara, zu qualifizieren. Er belegte dort in der Gewichtsklasse bis 60 kg den 3. Platz.
2012 wurde er in Colorado Springs panamerikanischer Meister in der Gewichtsklasse bis 60 kg und konnte sich wenig später in Kissimmee Orlando (USA) in der gleichen Gewichtsklasse auch für die Teilnahme an den Olympischen Spielen in London qualifizieren. Beim olympischen Ringerturnier schied er aber mit einer Niederlage gegen Kenichi Yumoto aus Japan schon nach seinem ersten Kampf aus und landete auf dem 14. Platz.
2014 gewann Yowlys Bonne Rodriguez bei den Weltmeisterschaften in Taschkent in der Gewichtsklasse bis 61 kg mit Siegen über Jean Diatta, Senegal, Rahul Manu, Indien und Alexander Bogomojew, Russland, einer Niederlage gegen Hadschi Alijew aus Aserbaidschan und einem Sieg über Andrei Perpelita aus Moldawien erstmals eine Medaille bei Weltmeisterschaften, eine bronzene.
2015 siegte er bei den Panamerikanischen Spielen in Toronto in der Gewichtsklasse bis 57 kg vor Angel Escobedo aus den Vereinigten Staaten. Bei den Weltmeisterschaften dieses Jahres in Las Vegas kam er in der gleichen Gewichtsklasse zu einem Sieg über Samit Nadirbek Uulu aus Kirgisistan, schied aber nach einer Niederlage im Achtelfinale gegen Wiktor Lebedew aus Russland aus und kam nur auf den 16. Platz.
Bei den panamerikanischen Meisterschaften im Februar 2016 in Frisco (USA) gewann er in der Gewichtsklasse bis 65 kg eine Bronzemedaille. Einen Monat später qualifizierte er sich am gleichen Ort in der Gewichtsklasse bis 57 kg durch einen Sieg im Qualifikationsturnier für die Teilnahme an den Olympischen Spielen 2016 in Rio de Janeiro. In Rio besiegte er Abbos Rachmonow, Usbekistan und Adama Diatta aus dem Senegal, unterlag dann gegen Rei Higuchi aus Japan, besiegte in seinem ersten Trostrundenkampf dann Yang Kyong-il aus Nordkorea, verlor aber anschließend den Kampf um eine olympische Bronzemedaille gegen Hassan Rahimi aus dem Iran.
Bei den Weltmeisterschaften 2017 in Paris startete Yowlys Bonne Rodriguez wieder in der Gewichtsklasse bis 61 kg. Er besiegte dort Liu Minghu, China, Behnam Ehsanpour, Iran und Daulet Nijaskebow aus Kasachstan, verlor im Halbfinale gegen Hadschi Alijew, siegte aber im Kampf um eine Bronzemedaille gegen Rinya Nakamura aus Japan. Das war sein zweiter Medaillengewinn bei Weltmeisterschaften.
2018 gewann er dann, wie oben geschildert, erstmals einen Weltmeistertitel.
Im April 2019 startete er in der gleichen Gewichtsklasse und im gleichen Stil bei den panamerikanischen Meisterschaften in Buenos Aires. Er kam dort in das Finale, in dem er allerdings gegen den US-Amerikaner Joseph Daniel Colon verlor. Bei den Weltmeisterschaften dieses Jahres in Nur-Sultan (Kasachstan) traf er in der 2. Runde auf den Aserbaidschaner Achmednabi Gwarsatilow, gegen den er nach Punkten verlor. Da Gwarsatilow das Finale nicht erreichte, schied Yowlys Bonne Rodriguez vorzeitig aus und belegte nur den 23. Platz.

## Internationale Erfolge
| Jahr | Platz | Wettbewerb                                                                                 | Gewichtsklasse | Ergebnisse |
| 2002 | 1.    | Panamerikanische Junioren-Meisterschaften (Juniors) im griechisch-römischen Stil in Bogota | bis 58 kg      | vor Yesid Alfredo Meneses, Kolumbien |
| 2002 | 1.    | Panamerikanische Junioren-Meisterschaften (Juniors) im freien Stil in Bogota               | bis 58 kg      | vor Jose Manuel Viramontes Gutierrez, Mexiko |
| 2003 | 15.   | Junioren-WM (Juniors) in Istanbul                                                          | bis 60 kg      | nach einem Sieg über Jasper Antonie Coetzer, Namibia und einer Niederlage gegen Machatsch Murtasalijew, Russland                                                                                           |
| 2005 | 1.    | Panamerikanische Meisterschaften in Guatemala-Stadt                                        | bis 60 kg      | vor Luis Ortiz, Puerto Rico und Christian Roberty, Venezuela |
| 2009 | 5.    | Cerro Pelado International in Havanna                                                      | bis 55 kg      | hinter Vihod Kumar, Indien, Aso Palani, Kanada, Luis Ibanez, Kuba und Jorge Nickford, Honduras |
| 2010 | 3.    | Cerro Pelado International in Havanna                                                      | bis 55 kg      | hinter Frank Chamizo und Luis Ibanez, beide Kuba und Sam Hazewinkel, USA |
| 2011 | 2.    | Cerro Pelado International in Havanna                                                      | bis 60 kg      | hinter Alejandro Enrique Valdes Tobier, Kuba, vor Drew Headlee, USA und Maikel Perez, Kuba |
| 2011 | 3.    | Panamerikanische Spiele in Guadalajara                                                     | bis 60 kg      | hinter Franklin Gomez Matos, Puerto Rico und Guillermo Torres Cervantes Mexiko |
| 2012 | 1.    | Cerro Pelado International in Havanna                                                      | bis 60 kg      | vor Davian Quintana Jaime und Alejandro Enrique Valdes Tobier, beide Kuba |
| 2012 | 1.    | Panamerikanische Meisterschaften in Colorado Springs                                       | bis 60 kg      | vor Luis Isaias Portillo Mejia, El Salvador und Abel Gerald Herrera Pastor, Peru |
| 2012 | 1.    | Olympia-Qualif.-Turnier in Kissimmee Orlando (USA)                                         | bis 60 kg      | vor Guillermo Torres Cervantes, Shawn Bunch, USA und Wilfredo Henriquez Hernandez, Venezuela |
| 2012 | 2.    | Canada-Cup in Guelph                                                                       | bis 60 kg      | hinter Alejandro Enrique Valdes Tobier, vor Mike Gorey, USA |
| 2012 | 14.   | OS in London                                                                               | bis 60 kg      | nach einer Niederlage gegen Kenichi Yumoto, Japan |
| 2013 | 3.    | Cerro Pelado International in Havanna                                                      | bis 60 kg      | hinter Alejandro Enrique Valdes Tobier und Davian Quintana Jaime |
| 2014 | 1.    | Granma-Cup in Havanna                                                                      | bis 61 kg      | vor Alexander Semisorow, Deutschland, Davian Quintana Jaime und Dawid Wolny, Deutschland |
| 2014 | 3.    | WM in Taschkent                                                                            | bis 61 kg      | nach Siegen über Jean Diatta, Senegal, Rahul Manu, Indien und Alexander Bogomojew, Russland, einer Niederlage gegen Hadschi Alijew, Aserbaidschan und einem Sieg über Andrei Perpelita, Moldawien          |
| 2015 | 4.    | Granma-Cup in Havanna                                                                      | bis 61 kg      | hinter Joseph McKenna, USA, Maikel Antonio Perez Gonzales und Davian Quintana Jaime, beide Kuba |
| 2015 | 1.    | Panamerikanische Spiele in Toronto                                                         | bis 57 kg      | vor Angel Escobedo, USA, Emir Hernandez, Kolumbien und Pedro Jesus Mejias Rodriguez, Venezuela |
| 2015 | 16.   | WM in Las Vegas                                                                            | bis 57 kg      | nach einem Sieg über Samit Nadirbek Uulu, Kirgisistan und einer Niederlage gegen Wiktor Lebedew, Russland                                                                                                  |
| 2016 | 3.    | Panamerikanische Meisterschaften in Frisco/USA                                             | bis 65 kg      | hinter Anthony Jose Montero Chirinos, Venezuela und James Greene, USA |
| 2016 | 1.    | Olympia-Qualif.-Turnier in Frisco/USA                                                      | bis 57 kg      | vor Anthony Ramos, USA, Uber Euclides Cuero Munoz, Kolumbien und Pedro Jesus Mejias Rodrigues |
| 2016 | 3.    | Cerro Pelado International in Havanna                                                      | bis 65 kg      | hinter Franklin Gomez Matos und Alejandro Enriquez Valdes Tobier |
| 2016 | 1.    | Canada-Cup in Guelph                                                                       | bis 61 kg      | vor Adam MacFayden, Kanada und Velasquez Cruz, USA |
| 2016 | 3.    | Großer Preis von Spanien in Madrid                                                         | bis 65 kg      | hinter Mandachnaran Ganzorig, Mongolei und Franklin Gomez Matos |
| 2016 | 5.    | OS in Rio de Janeiro                                                                       | bis 57 kg      | nach Siegen über Abbos Rachmonow, Usbekistan und Adama Diatta, Senegal, einer Niederlage gegen Rei Higuchi, Japan, einem Sieg über Yang Kyong-il, Nordkorea und einer Niederlage gegen Hassan Rahimi, Iran |
| 2016 | 2.    | Golden-Grand-Prix in Baku                                                                  | bis 61 kg      | hinter Achmednabi Gwarsatilow, Aserbaidschan, vor Alan Waters, USA und Georgi Rewazischwili, Georgien |
| 2017 | 1.    | Cerro Pelado International in Camagüey                                                     | bis 61 kg      | vor Dvian Quintana Jaime, Andrew Hochstrasser und Kanen Starr, beide USA |
| 2017 | 3.    | WM in Paris                                                                                | bis 61 kg      | nach Siegen über Liu Minghu, China, Behnam Ehsanpour, Iran und Daulet Nijasbekow, Kasachstan, einer Niederlage gegen Hadschi Alijew und einem Sieg über Rinya Nakamura, Japan                              |
| 2018 | 9.    | "Iwan-Yarigin"-Grand-Prix in Krasnojarsk                                                   | bis 65 kg      | Sieger: Iljas Bekbulatow vor Achmed Tschakajew und Nachjin Kuulu, alle Russland |
| 2018 | 1.    | Cerro Pelado International in Havanna                                                      | bis 61 kg      | vor Cody Brewer und Johni Dijulius, beide USA und Davian Quintana Jaime |
| 2018 | 1.    | WM in Budapest                                                                             | bis 61 kg      | nach Siegen über Iwan Guidea, Rumänien, Bagher Yakcheschi, Iran, Joe Colon, USA und Gadschimurad Raschidow, Russland                                                                                       |
| 2019 | 4.    | Cerro Pelado International in Havanna                                                      | bis 61 kg      | hinter Ben Whitford und Cory John Clark, beide USA und Aleynier Hernandez Guilarte, Kuba |
| 2019 | 2.    | Panamerikanische Meisterschaften in Buenos Aires                                           | bis 61 kg      | hinter Joseph Daniel Colon, USA, vor Scott Schiller, Kanada und Juan Antonio Rodriguez Jovel, El Salvador                                                                                                  |
| 2019 | 3.    | "Ali-Alijew"-Memorial in Kaspiisk                                                          | bis 61 kg      | hinter Selimchan Abakarow und Magomedrasul Idrisow, beide Russland, gemeinsam mit Artjom Gebekow, Russland                                                                                                 |
| 2019 | 23.   | WM in Nur-Sultan                                                                           | bis 61 kg      | nach einer Niederlage gegen Achmednabi Gwarsatilow, Aserbaidschan |

Erläuterungen
- alle Wettkämpfe bis auf den extra als „griechisch-römischen“ genannten, im freien Stil
- OS = Olympische Spiele, WM = Weltmeisterschaften